# Ка Лацара (Ровиго)
Ка Лацара је насеље у Италији у округу Ровиго, региону Венето.
Према процени из 2011. у насељу је живело 24 становника. Насеље се налази на надморској висини од -1 м.